# Puppet Master: The Littlest Reich
A Puppet Master: The Littlest Reich 2018-as amerikai horrorfilm, melyet S. Craig Zahler írt Charles Band karakterei alapján, a rendezői székben Sonny Laguna és Tommy Wiklund ült. A film a Di Bonaventura Pictures filmstúdió szárnyai alatt készült, producerként Lorenzo di Bonaventura mellett Robert Jones, és Adam Donaghey is kivette részét. Ez a tizenharmadik rész a Gyilkos bábok sorozatban, mely valójában a franchise remakeja (újragondolása). A főszerepben Thomas Lennon, Barbara Crampton (aki az eredeti 1989-es első részben is feltűnt), Udo Kier Toulon megszemélyesítőjeként, valamint Michael Paré nyomozóként látható.
A Littlest Reich "R" korhatáros besorolást kapott erőszakos, véres jelenetei miatt. Az USA-ban 2018. augusztus 17-én vetítették. A Puppet Master: The Littlest Reich-et a kritikusok és a rajongók egyöntetűen pozitívan értékelték. A film magyar címet nem kapott. A filmhez készült magyar nyelvű felirat.

## Történet
A közelmúltban elvált és meggyötört képregény bolt tulajdonos Edgar (Lennon) visszatér Oregonba, a gyermekkori otthonába, hogy egy új életet kezdhessen. Amikor Edgar a bátyja szobájába kutakodva rátalál egy különleges játékbábra, elhatározza, hogy eladja egy árverésen, a hírhedt Toulon-i gyilkosságok 30. évfordulójára rendezett ünnepségen. Barátnője, Ashley (Pellicer) és barátja, Markowitz (Franklin) csatlakoznak az eseményhez. Azonban nem sejtik, hogy hamarosan az idős Toulon (Udo Kier) életre kelti náci bábjait, kik válogatás nélkül megkezdik vérgőzös mészárlásukat.

## Szereposztás
| Karakter        | Színész          |
| --------------- | ---------------- |
| André Toulon    | Udo Kier         |
| Detective Brown | Michael Paré     |
| Edgar           | Thomas Lennon    |
| Carol Doreski   | Barbara Crampton |
| Markowitz       | Nelson Franklin  |
| Nerissa         | Charlyne Yi      |
| Strommelson     | Matthias Hues    |
| Goldie          | Kennedy Summers  |

## Kritikai fogadtatás
- A Metacritic oldalán a film értékelése 51%, 11 kritikus véleménye alapján.[2]
- A Rotten Tomatoes esetében a film 130 értékelési kritérium alapján 62% -os minősítést kapott.[3]
- Az IMDb filmadatbázison 5.4 ponton állt 2018. novemberében.[4]
- "2018 legvéresebb, legőrültebb filmje"[5]
- "Őrült és vérszomjas"  Nightmare on Film Street [Jonathan Dehaan][6]
- "Büntetlen mészárlás"[7]

## Díjak, jelölések
2018-ban a Portland Horror Film Festival-on a legjobb horrorfilm rendező díjjal jutalmazták Sonny Laguna-t. Szintén 2018-ban a Molins de Rei Horror Film Festival-on a film rendező párosát, Sonny Laguna-t és Tommy Wiklund-ot a legjobb horror rendező díjára jelölték.

## Háttér
A filmben látható náci relikviák (ereklye) nagy része ténylegesen Második világháborús kellékek. A film egy időben készült, a Puppet Master: Axis Termination-el. Ez az első alkalom, hogy párhuzamban két Puppet Master filmet forgattak. A filmben több Blade, és Pinhead báb is feltűnik. Az első nyolc részben Tunneler kék egyenruhát, az Axis trilógiában zöld színűt, ebben a filmben fekete egyenruhát visel. A hotel egyik gyermekét Thomas Lennon fia játssza, aki nagy rajongója a Puppet Master filmeknek. Ez az első olyan Puppet Master film, amelyben nem szerepel Jester. Az autó oldalán lévő felirat, amit Edgar vezet: "Bodega Bay", amely az eredeti Puppet Master film színhelyére utal. A Happy Amphibian báb Jester helyettesítője, ezért visel bohóc jelmezt. Csak Blade, Tunneler, Pinhead és Torch tért vissza az eredeti filmekből, de a producerek remélik, hogy a jövőben a többi báb is bemutatásra kerülhet. Az eredeti Puppet Master filmekben Tunneler kék egyenruhát viselt, az Axis trilógiában zöldet, ebben a filmben azonban feketét. 2018-ban Lorenzo di Bonaventura a szárnyai alá vette a Gyilkos bábokat, és elkészítette Puppet Master: The Littlest Reich címen a film remake-jét, egy újragondolt változatot, nagyobb költségvetéssel, a Di Bonaventura Pictures filmstúdió gyártásában, amely várhatóan trilógiává fog nőni.

## Produkció
Az remake-t 2016. májusában jelentették be a Di Bonaventura Pictures és a Caliber Media (a későbbi Cinestate) filmstúdiók, amelyek megkapták a filmes jogokat, a forgatókönyvet. S. Craig Zahler-re bízták, aki korábban a Csontok és skalpok című filmjével már bizonyította tehetségét. 2017. márciusában közzé tették, hogy a rendezői székben a svéd Sonny Laguna és Tommy Wiklund lesz.
Majd nyilvánosságra hozták a stáblista további tagjait is: Thomas Lennon, André Toulon bábmester eljátszását Udo Kiert vállalta. További bejelentett tagok közé tartozott Jenny Pellicer, Nelson Franklin, Charlyne Yi, Alex Well, Barbara Crampton, Tina Parker, Skeeta Jenkins és a nyomozó karakter szerepét Michael Paré nyerte el. A film bemutatója 2017 áprilisában történt Texas-ban.
2018 februárjában bejelentették, hogy a filmhez a veterán olasz Fabio Frizzi komponálja zenét.

## Bemutató
A film világpremierje az Overlook Film Festival 2018. április 20-án történt. A filmet bemutatták a kanadai Fantasia International Film Festival-on is 2018. július 23-án. 2018. augusztus 17-én letölthetővé tették a internetes hálózaton keresztül (Video on Demand (VoD) rendszeren), DVD-n és a Blu-ray lemezen 2018. szeptember 25-én jelent meg külföldön.